# Ross, Skye and Lochaber
| Ross, Skye and Lochaber |
| ----------------------- |
| Ross, Skye and Lochaber |
| Bestand                 |
| 2005–2024               |
| Abgeordneter (2023)     |
| Ian Blackford (SNP)     |
| Regionen                |
| Highland                |

Ross, Skye and Lochaber war bis 2023 ein Wahlkreis für das britische Unterhaus. Er wurde im Zuge der Wahlkreisreform 2005 aus Teilen der aufgelösten Wahlkreise Ross, Skye and Inverness West und Inverness East, Nairn and Lochaber neu gebildet. Ross, Skye and Lochaber umfasst die zentralen Gebiete der Council Area Highland mit den Städten Fort William, Kyle of Lochalsh, Ullapool und Dingwall. Außerdem deckt der Wahlkreis die nördlichen Inseln der Inneren Hebriden mit der Insel Skye ab. 2024 wurde er im Rahmen einer regulären Neuordnung der Wahlkreise abgeschafft und auf die Nachbarwahlkreise Caithness, Sutherland and Easter Ross und Inverness, Skye and West Rossshire aufgeteilt.

## Wahlergebnisse

### Unterhauswahlen 2005
| Ergebnisse der Unterhauswahlen 2005 | Ergebnisse der Unterhauswahlen 2005 | Ergebnisse der Unterhauswahlen 2005 | Ergebnisse der Unterhauswahlen 2005 |
| Partei                              | Kandidat                            | Stimmen                             | %                                   |
| ----------------------------------- | ----------------------------------- | ----------------------------------- | ----------------------------------- |
| Liberal Democrats                   | Charles Kennedy                     | 19.100                              | 58,7                                |
| Labour                              | Christine Conniff                   | 4851                                | 14,9                                |
| Conservative                        | John Hodgson                        | 3275                                | 10,1                                |
| SNP                                 | Mhairi Will                         | 3119                                | 9,6                                 |
| Green                               | David Jardine                       | 1097                                | 3,4                                 |
| UKIP                                | Philip Anderson                     | 500                                 | 1,5                                 |
| Socialist                           | Anne Macleod                        | 412                                 | 1,3                                 |
| Parteilos                           | Morris Grant                        | 184                                 | 0,6                                 |

### Unterhauswahlen 2010
| Ergebnisse der Unterhauswahlen 2010 | Ergebnisse der Unterhauswahlen 2010 | Ergebnisse der Unterhauswahlen 2010 | Ergebnisse der Unterhauswahlen 2010 | Ergebnisse der Unterhauswahlen 2010 |
| Partei                              | Kandidat                            | Stimmen                             | %                                   | ±                                   |
| ----------------------------------- | ----------------------------------- | ----------------------------------- | ----------------------------------- | ----------------------------------- |
| Liberal Democrats                   | Charles Kennedy                     | 18.335                              | 52,6                                | −6,1                                |
| Labour                              | John McKendrick                     | 5265                                | 15,1                                | +0,2                                |
| SNP                                 | Alasdair Stephen                    | 5263                                | 15,1                                | +5,5                                |
| Conservative                        | Donald Cameron                      | 4260                                | 12,2                                | +2,1                                |
| Green                               | Eleanor Scott                       | 777                                 | 2,2                                 | −1,2                                |
| UKIP                                | Philip Anderson                     | 659                                 | 1,9                                 | +0,4                                |
| Parteilos                           | Ronnie Campbell                     | 279                                 | 0,8                                 | +0,8                                |

### Unterhauswahlen 2015
| Ergebnisse der Unterhauswahlen 2015 | Ergebnisse der Unterhauswahlen 2015 | Ergebnisse der Unterhauswahlen 2015 | Ergebnisse der Unterhauswahlen 2015 | Ergebnisse der Unterhauswahlen 2015 |
| Partei                              | Kandidat                            | Stimmen                             | %                                   | ±                                   |
| ----------------------------------- | ----------------------------------- | ----------------------------------- | ----------------------------------- | ----------------------------------- |
| SNP                                 | Ian Blackford                       | 20.119                              | 48,1                                | +33,0                               |
| Liberal Democrats                   | Charles Kennedy                     | 14.995                              | 35,9                                | −16,7                               |
| Conservative                        | Lindsay McCallum                    | 2598                                | 6,2                                 | −6,0                                |
| Labour                              | Chris Conniff                       | 2043                                | 4,9                                 | −10,2                               |
| Green                               | Anne Thomas                         | 1051                                | 2,5                                 | +0,3                                |
| UKIP                                | Philip Anderson                     | 814                                 | 1,9                                 | ±0,0                                |
| Parteilos                           | Ronnie Campbell                     | 191                                 | 0,5                                 | −0,3                                |

### Unterhauswahlen 2017
| Ergebnisse der Unterhauswahlen 2017 | Ergebnisse der Unterhauswahlen 2017 | Ergebnisse der Unterhauswahlen 2017 | Ergebnisse der Unterhauswahlen 2017 | Ergebnisse der Unterhauswahlen 2017 |
| Partei                              | Kandidat                            | Stimmen                             | %                                   | ±                                   |
| ----------------------------------- | ----------------------------------- | ----------------------------------- | ----------------------------------- | ----------------------------------- |
| SNP                                 | Ian Blackford                       | 15.480                              | 40,2                                | −7,8                                |
| Conservative                        | Robert Mackenzie                    | 9561                                | 24,8                                | +18,7                               |
| Liberal Democrats                   | Jean Davis                          | 8042                                | 20,9                                | −15,0                               |
| Labour                              | Peter O’Donnghaile                  | 4695                                | 12,2                                | +2,3                                |
| Parteilos                           | Ronnie Campbell                     | 499                                 | 1,3                                 | +0,8                                |
| Something New                       | Stick Sturrock                      | 177                                 | 0,5                                 | +0,5                                |

### Unterhauswahlen 2019
| Ergebnisse der Unterhauswahlen 2019 | Ergebnisse der Unterhauswahlen 2019 | Ergebnisse der Unterhauswahlen 2019 | Ergebnisse der Unterhauswahlen 2019 | Ergebnisse der Unterhauswahlen 2019 |
| Partei                              | Kandidat                            | Stimmen                             | %                                   | ±                                   |
| ----------------------------------- | ----------------------------------- | ----------------------------------- | ----------------------------------- | ----------------------------------- |
| SNP                                 | Ian Blackford                       | 19.263                              | 48,3                                | +8,1                                |
| Liberal Democrats                   | Craig Harrow                        | 9820                                | 24,6                                | +3,7                                |
| Conservative                        | Gavin Berkenheger                   | 6900                                | 17,3                                | −7,5                                |
| Labour                              | John Erskine                        | 2448                                | 6,1                                 | −6,1                                |
| Brexit Party                        | Kate Brownlie                       | 710                                 | 1,8                                 | +1,8                                |
| Christian                           | Donald Boyd                         | 260                                 | 1,2                                 | +1,2                                |
| Scottish Family Party               | Richard Lucas                       | 268                                 | 0,7                                 | +0,7                                |